# Vordere Trojeralm
Die Vordere Trojeralm ist eine Alm im Tal des Trojer Almbachs in der Fraktion Innerrotte der Gemeinde St. Jakob in Defereggen.

## Lage
Die Vordere Trojeralm liegt am Talboden des Trojer Almbachs an der Einmündung des Knappenbachs in der Lasörlinggruppe. Die Alm liegt an einem Fahrweg, der vom Ortsteil Hirbe oder Außerberg über die Jausenstation Trojeralm bis zur Hinteren Trojeralm führt. Die Alm besteht aus neun Almhütten.

## Geschichte
Die Vordere Trojeralm wird von Bauern aus dem Südtiroler Pustertal bewirtschaftet, eine der Hütten gehört einem Deferegger. Mitte des 19. Jahrhunderts bestand die Alm aus rund 15 Hütten. Am Beginn des 20. Jahrhunderts zählte die Alm rund doppelt so viele Hütten wie heute und rund 20 Menschen waren im Sommer auf der Alm beschäftigt. Während die Milchkühe rund um die Alm verblieben, wurde das Galtvieh auf die steinigen Schattseithänge des Weißen Beils getrieben. Die Ochsen grasten im sonnseitigen Zirbenwald.

## Aufstiegsmöglichkeiten
Der Weg auf die Vordere Trojeralm führt vom Parkplatz Trojeralmtal in 1610 Metern über die Jausenstation Trojeralm zur Alm. Über den Fahrweg gelangt man weiter zur Hinteren Trojeralm und von dort über einen Wanderweg zur Neuen Reichenberger Hütte.